# Stephen Wurm
Stephen Wurm (Budapest, 19 agosto 1922 – Canberra, 24 ottobre 2001) è stato un linguista australiano.

## Biografia
Wurm è nato a Budapest e fu il secondo figlio del germanofono Adolphe Wurm e dell'ungarofona Anna Novroczky. In principio, fu battezzato come Istvan Adolphe Wurm. Non conobbe mai suo padre, in quanto morì prima che Stephen nascesse.
I genitori di Stephen erano plurilingue e Wurm mostrò, sin dalla tenera età, un interesse precoce verso le lingue. Frequentò la scuola a Vienna. Durante la sua infanzia viaggiò in vari luoghi in Europa e, di conseguenza, quando raggiunse la maturità parlava nove lingue.
Wurm crebbe come apolide e non poté ottenere la cittadinanza, né dei suoi genitori, né quella austriaca, suo paese di residenza. Per questa ragione, non essendo obbligato a arruolarsi per il servizio militare, si iscrisse all'università. Studiò lingue turche nell'Accademia Orientale di Vienna, ottenendo il suo dottorato in linguistica e antropologia sociale nel 1944 con una tesi riguardante la lingua uzbeca. Nel 1946 si sposò con la una sia compagna di studi, Hélène (Helen) Maria Groeger, specializzata in etnografia africana. Insegnò linguistica altaica nell'Università di Vienna fino al 1951.
Dopo avere letto alcune pubblicazioni di Sidney Herbert Ray, Wurm si interessò progressivamente alle lingue papuasiche e cominciò a scambiarsi lettere con il reverendo Arthur Capell, professore di linguistica dell'Università di Sídney. Wurm iniziò a studiare da solo il tok pisin e hiri motu con l'aiuto di libri. Nel frattempo, accettò un posto di lavoro a Londra. Nel 1954, si trasferì in Australia, luogo in cui il reverendo Capell gli trovò un incarico accademico presso il Dipartimento di Antropologia nell'Università di Sidney. Nel 1957 Wurm si trasferì a Canberra dove accettò un posto come membro anziano nel Research School of Pacific and Asian Studies (RSPAS) della nuova Università Nazionale Australiana (ANU). Lo stesso anno, Wurm ricevette la cittadinanza australiana. Da quel momento in poi, il principale campo di ricerca di Wurn fu lo studio della Nuova Guinea, pur portando avanti numerose ricerche sulle lingue aborigene australiane. Fu docente di linguistica nell'Università Nazionale Australiana (ANU) dal 1968 fino al 1987.
Dopo la sua morte, la rivista accademica Oceanic Linguistics pubblicò in suo onore un articolo intitolato "Linguist Extraordinaire", nel quale si riassumeva la sua carriera. (Oceanic Linguistics, 2002.41: 1).